# Haribo
Haribo — немецкая компания — производитель сладостей, штаб-квартира находится в Бонне.
Фирма была основана 13 декабря 1920 года Хансом Ригелем—старшим. Название компании представляет собой сокращение фразы «Ханс Ригель, Бонн» (нем. Hans Riegel, Bonn). Компания создала первые мармеладные конфеты в 1922 году в виде маленьких мармеладных мишек под названием Gummibärchen.
Кроме «Haribo» компании принадлежат торговые марки Maoam и Haribo Chamallows.

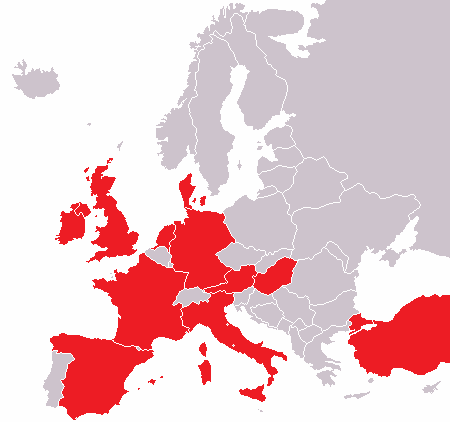
Страны, в которых имеются фабрики Haribo

## История
13 декабря 1920 года компания была зарегистрирована в торговом реестре её основателем Хансом Ригелем. В 1921 году его жена Гертруда Ригель стала первым сотрудником компании. По данным компании, начальным капиталом Ригеля были мешок с сахаром, медный горшок, мраморная плита, табурет, каменная печь и каток. В том же году он купил дом в Боннском районе Кессених на улице Бергштрассе. Дом был первым производственным объектом Haribo.
К началу Второй мировой войны число сотрудников компании «Haribo» выросло до 400 человек. Несмотря на многочисленные сложности, компания смогла пережить войну, однако сам Ханс Ригель не дожил до её окончания. Он скончался в Бонне 31 марта 1945 года и был похоронен там же на кладбище Зюдфридхоф. Компанию унаследовал его сын, Ханс Ригель—младший, который управлял ей вплоть до своей смерти в возрасте 90 лет в 2013 году.
С тех пор Haribo расширила свою деятельность, поглотив многих местных производителей кондитерских изделий в странах по всему миру. Компания начала международную экспансию в 1960-х годах и вышла на американские рынки в 1980-х. По состоянию на 2013 год у компании было 16 фабрик, которые производили более 100 миллионов мармеладных мишек в день.

## Мармеладные мишки
Мармеладные мишки — это жевательные мармеладные фигурки в виде стилизованных мишек размером два сантиметра, состоящие из сахара, сахарного сиропа, красителей и ароматизаторов. Они также содержат подкислители, покрывающие вещества, воду и смесь желатина, которая придает медведям эластичную консистенцию. С 1960 года Haribo называет своих мармеладных мишек Золотыми Медведями, чтобы отличать их от продукции других производителей. В 2005 году Haribo производил около 100 миллионов Goldbears ежедневно в 15 заведениях по всей Европе, чтобы обеспечить их распространение в более чем 100 странах. На Goldbears приходится самая большая доля дохода Haribo. По данным компании, узнаваемость их бренда в Германии составляет 99 процентов, а Goldbear олицетворяет детскую радость.
Для немецкого рынка они окрашиваются натуральными фруктовыми экстрактами, в отличие от использования красителей в прошлом. Несмотря на то, что сегодня существует достаточно возможностей для создания оттенка синего, что делает производство синих мишек теоретически возможным, руководство Haribo не желает вносить какие-либо изменения в традиционный продукт.
В августе 2007 года ассортимент был частично изменён за счет добавления яблока в качестве нового ароматизатора и придания ему зелёного цвета. Клубничный аромат, который до тех пор сочетался с зелёным цветом, стал сопровождать светло-красный. Кроме того, форма мишек была немного изменена по сравнению с предыдущими поколениями благодаря тому, что они стали улыбаться.
По случаю Евро УЕФА в 2008 году Haribo произвели Schwarz-Rot-Goldbären: смесь чёрных, красных и жёлтых мишек. Смесь, вдохновлённая сочетанием цветов немецкого флага, содержала ароматы чёрной смородины (чёрный), малины (красный) и лимона (жёлтый). Чёрные мишки были созданы Haribo впервые в истории и, помимо чёрной смородины, также содержали экстракт бузины.
По случаю чемпионата мира по футболу 2014 года компания Haribo выпустила Goldbären-Fan-Edition. В эту смесь вошли мармеладные мишки со вкусом вишни (темно-красный), грейпфрута (красный), арбуза (зелёный), ясменника (тёмно-зелёный) и абрикоса (оранжевый), а также синие мишки со вкусом черники.

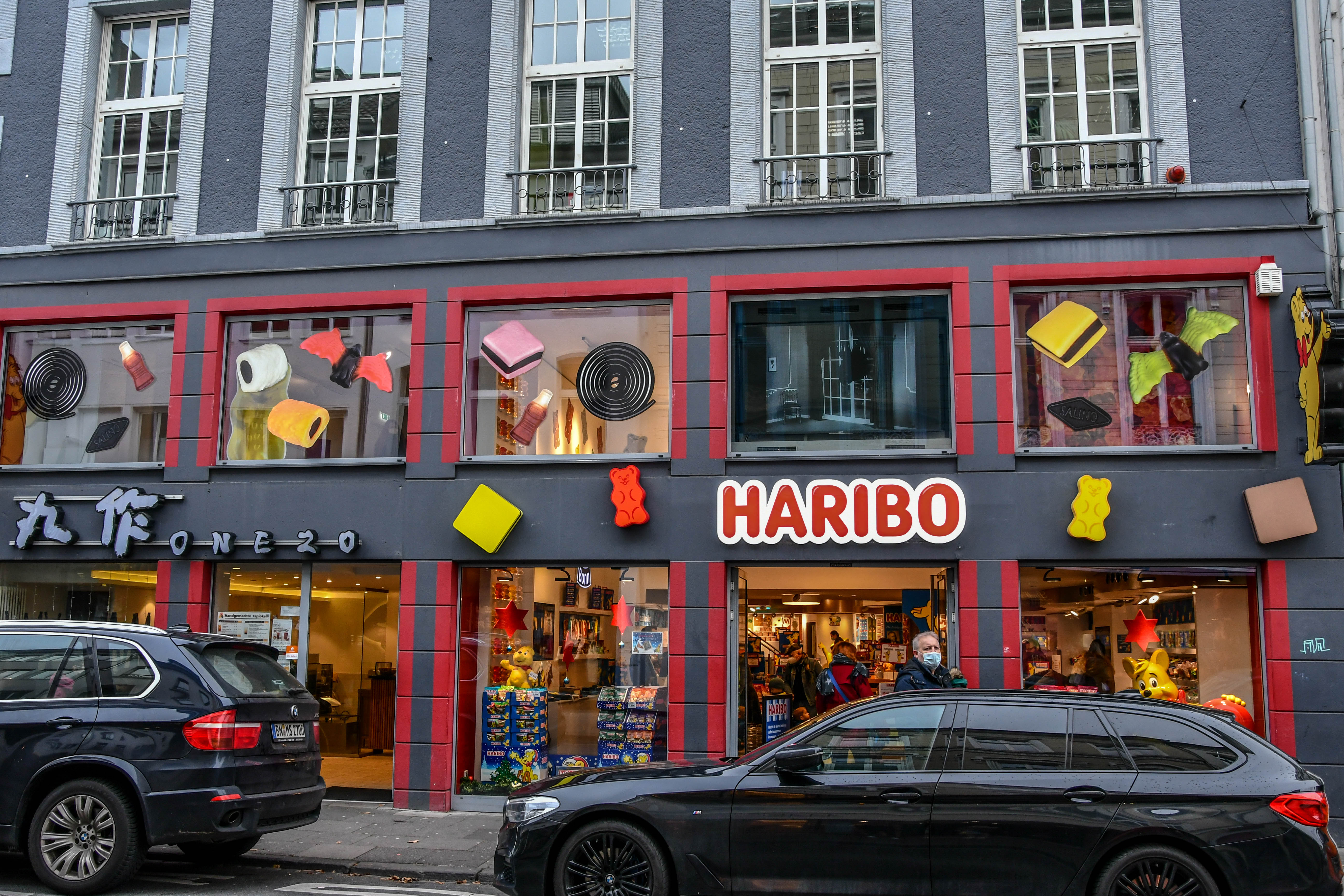
Фирменный магазин в Бонне

## Международное распространение
Haribo планирует расширяться в Китае и Бразилии. В Китае компания открыла тестовые магазины в Шанхае и провинции Гуандун. Штаб-квартира в США находится в Роузмонт, штат Иллинойс. Новые производственные мощности открылись в Каслуорден, Западный Йоркшир (прямо напротив развязки Normanton M62 (J31)) в 2016 году и планируется открыть в Сан-Паулу, Бразилия.

## Слоганы
Немецкая фраза Haribo звучит так: Haribo macht Kinder froh — und Erwachsene ebenso («Haribo делает счастливыми детей — и взрослых тоже»). Немецкую рекламу озвучивал Томас Готшальк с 1991 по 2015 год. В англоязычных странах используется слоган «Kids and grown-ups love it so — the happy world of Haribo» («Дети и взрослые так любят его — счастливый мир Haribo»).

## Каштановая акция
С 1936 года в штаб-квартире компании проводится осенняя ежегодная акция по сбору каштанов. Десять килограммов каштанов можно обменять на один килограмм мармеладных мишек. Принимаются также жёлуди. Акция, приобретшая значительные масштабы, началась с того, что Ханс Ригель попросил местных детей собрать в обмен на мишек каштанов на прокорм зимой оленей в своих угодьях. Для производства мишек каштаны не требуются. Ныне собранные каштаны и жёлуди распределяются между зоопарками.